# Julio Zamora Bátiz
Julio Zamora Bátiz (Guadalajara, Jalisco, 12 de enero de 1938) es un economista, escritor, diplomático y político mexicano, miembro del Partido Revolucionario Institucional. Es economista de la Universidad Nacional Autónoma de México; obtuvo la maestría en Desarrollo Económico en Williams College y realizó estudios de doctorado en Economía en la Universidad de Texas en Austin.

## Trayectoria
Fue embajador de México ante los gobiernos de  la República Oriental del Uruguay, Perú y Nicaragua y ante la Asociación Latinoamericana de Libre Comercio y el Pacto Andino. Durante su plazo como embajador en Montevideo, Uruguay, Zamora Bátiz gestionó y logró la salida de luminarias literarias como Mario Benedetti, Enrique Fierro e Ida Vitale. Esta preocupación por el asilo político continuó durante su gestión como embajador en Perú.  Recibió la Orden al Mérito en grado de Gran Oficial del  Gobierno del Perú.
Fue diputado por el VII distrito del Estado de México a la L Legislatura (1976-1979), en la que presidió las Comisiones de Hacienda y Asuntos Diplomáticos. También fue Coordinador del Plan Nacional de Empleo en la administración de Miguel de la Madrid.  
Zamora Bátiz siempre ha mantenido una gran vocación académica y cívica. Fue Presidente de la Junta Directiva de la Sociedad Mexicana de Geografía y Estadística, la primera sociedad científica del continente americano, de 2006 al 2018, en la que participó desde 1964. Zamora Bátiz ha sido un reconocido miembro del gremio de los economistas, actuando como Presidente de la Liga de Economistas Revolucionarios (1978-80).  
Dentro de sus actividades partidistas, Zamora Bátiz nunca abandonó el rigor académico y de investigación, fue Presidente de la Fundación Colosio en el Distrito Federal (2000-06); este organismo realiza investigación y análisis de orden político, económico y social para elaborar los planes de gobierno y plataformas electorales. Asimismo, Zamora Bátiz es miembro del Colegio de Economistas y del Instituto Mexicano de Ciencias y Humanidades. 
Zamora Batiz tuvo una destacada actuación en la recuperación de México después del terremoto de 1985.  Fue director de la reconstrucción de la Unidad Habitacional Nonoalco Tlatelolco y Coordinador Ejecutivo de la Comisión de Reconstrucción del Sur de Jalisco, enfocado en la reconstrucción de Ciudad Guzmán. El sismo de 1985 afecto a doce edificios del conjunto Urbano Nonoalco Tlatelolco, el más notorio de ellos el Nuevo León. La imagen del edificio Nuevo León, un inmueble de 15 pisos con 288 departamentos derrumbado y con daños en cuatro de sus cinco secciones fue una de las más representativas del sismo de 1985. En la reconstrucción de Tlatelolco se hicieron demoliciones en doce edificios y trabajos de reducción de niveles, recimentación, reestructuración y acabados a 60 de los 90 edificios restantes. También fue Director Ejecutivo y Delegado Fiduciario Especial del Fideicomiso de Vivienda, Desarrollo Social y Urbano.
Zamora Bátiz es autor de “El porqué y para qué del Tratado de Libre Comercio”, “La corrupción en los Estados Unidos”, “La UNCTAD y el Financiamiento del Desarrollo” y “El petróleo: recurso inorgánico básico de México”. Fue articulista en La Jornada, Excélsior y Unomásuno.

## Obras
- Los Tiempos de Juárez. Ma. de Lourdes Alvarado, Julio Zamora Bátiz, et. al. México: UNAM, Dirección General de Bibliotecas, 2007. 74 p. ISBN 9789703247370
- La corrupción en los Estados Unidos. Publicaciones Cruz, 1988 - 258 p. ISBN 9682001544, ISBN 9789682001543
- El por qué y para qué del tratado de libre comercio. Universidad Nacional Autónoma de México, coedición de Centro de Información Científica y Humanística, Consorcio Latinoamericano, 1991 - 179 p. ISBN 9686629009, ISBN 9789686629002
- Negociaciones internacionales de comercio. 1970.
- Deuda y desarrollo económico y social. 1986.
- El Petróleo, recurso inorgánico básico de México. Universidad Nacional Autónoma de México, Escuela Nacional de Economía, 1961 - 168 p.
- Perspectivas de la intervención del estado mexicano en la economía. 1982.
- México y el Acuerdo General de Aranceles y Comercio (GATT). 1979.
- Integración y transnacionalización del capital. 1980.
- Datos económicos de la Ciudad de México. Partido Revolucionario Institucional, 1969 - 16 p.